# گاردن گروو (کالیفرنیا)
گاردن گروو (به انگلیسی: Garden Grove) شهری در شهرستان اورنج، کالیفرنیا ایالت کالیفرنیا است که در سرشماری سال ۲۰۱۰ میلادی، ۱۷۰۸۸۳ نفر جمعیت داشته‌است.
جاده ایالتی شماره ۲۲ کالیفرنیا، که به آزادراه گاردن گروو نیز مشهور است، در جهت شرقی-غربی از کنار این شهر می‌گذرد.
این شهر توسط آلنزو کوک در سال ۱۸۷۴ میلادی بنیان‌گذاری شد و یک بار توسط زمین لرزه آسیب‌های جدی خورد که در سال ۱۹۵۶، ۴۴٬۰۰۰ نفر کشته داده‌است.
این شهر در بیرون ناحیه جنوبی ایالت کالیفرنیا، به خاطر قرار گرفتن کلیسای کریستال، که به خاطر ساخت و پخش برنامه‌های مذهبی مشهور است، شناخته می‌شود.
بر پایه آمار منتشر شده در سال ۲۰۱۰، ۳۹٫۹ درصد جمعیت این شهر سفیدپوست، ۱٫۳ درصد سیاه‌پوست، ۰٫۶ درصد آمریکایی، ۳۷٫۱ درصد آسیایی، ۰٫۶ از کشورهای جزایری و ۱۶٫۹ درصد از دیگر نژادها بوده‌اند.